# Цетера
Цетера або цетара  (корс. cetera, cetara) — старовинний струнний щипковий музичний інструмент. Корсиканський варіант цистри. Цетера є частиною корсиканської спадщини.
Інструмент має 16, іноді 18 металевих струн, що йдут попарно. Цетера схожа на сучасну мандоліну, але більша. Грают на ній плектром, зробленим з рогу або черепахового панцира.
З 1970-х років було нарахували близько п'ятнадцяти інструментів, найстаріший з яких, ймовірно, з XVII століття, був виявлений у селі Морозалья. Копія була реконструйована в майстерні італійського лют'є Бартоломео Форментеллі з ініціативи CORSICADA, об'єднання майстрів з Піньї.
Корсиканська цетера, ймовірно, завезена на острів у XVII столітті, коли Корсика була генуезькою.

## Стрій
Корсиканська цетера традиційно має 8 хорів. Оригінальний стрій було втрачено, але сьогодні використовують кілька строїв:
- від найнищого до найвищого хору: До, Ре, Мі бемоль, Фа, Соль, Соль, Ре, Соль.
- як ренесансова цитра: Соль, Ля, До, Ре, Ля (або Сі), Соль, Ре, Мі.

Також виготовляються цетери з 4 або 5 хорами.